# Процесс инженеров
Процесс инженеров — судебный процесс в 1933 году против инженеров предприятия «Метро-Виккерс».

## Аресты
Около 9 часов вечера 11 марта 1933 ОГПУ арестовало в Москве шесть английских и десять советских инженеров. Все они состояли на службе в московской конторе английского электро-промышленного предприятия «Метро-Виккерс». Английским подданным и их советским пособникам было предъявлено обвинение в шпионаже и диверсиях в Советском Союзе, совершённых по заданиям английской Интеллидженс сервис.

## Показания
Представителем фирмы в Москве был некий капитан Ч. С. Ричардс, который был английским агентом в России с 1917, когда в качестве офицера английской разведывательной службы он активно участвовал в антисоветских происках, предшествовавших захвату Архангельска. Накануне арестов он поспешно выехал в Англию. Среди английских «технических специалистов», арестованных советскими властями, был один из компаньонов капитана Ч. С. Ричардса по архангельской экспедиции, Аллан Монкгауз, который был снова послан в Россию в 1924.

Другой из арестованных виккерсовских служащих, Лесли Чарльз Торнтон, посланный в Москву в качестве главного инженера фирмы, был сыном богатого текстильного фабриканта в царской России и подданным Российской империи по рождению. После революции он стал английским подданным и агентом английской Интеллидженс сервис. Через два дня после ареста Торнтон дал за собственноручной подписью следующие показания: 
Вся наша шпионская деятельность на территории СССР руководится британской разведывательной службой через её агента Ч. С. Ричардса, который занимает пост директора-распорядителя электро-экспортной компании «Метрополитен-Виккерс». Шпионская деятельность на территории СССР руководилась мною и Монкгаузом, представителями вышеупомянутой британской фирмы, которая является согласно официальному соглашению поставщиком советскому правительству турбин и электрического оборудования, а также предоставляет техническую помощь. Согласно инструкции Ч. С. Ричардса, данной мне в этих целях, британский персонал постепенно вовлекался в шпионскую организацию после его прибытия на территорию СССР, и ему давались инструкции о необходимой для нас информации.
 Виккерсовский «инженер» Вильям Макдональд также признал предъявленные обвинения правильными.

## Реакция
За арестом виккерсовских «инженеров» немедленно последовала буря протеста в Англии. Премьер-министр Стэнли Болдуин, не дожидаясь обвинительного акта и дачи показаний, категорически заявил, что арестованные британские подданные абсолютно не виновны. Члены парламента от консерваторов снова потребовали разрыва всяких коммерческих и дипломатических отношений с СССР. Английский посол в Советской России Эсмонд Овей, приятель Генри Детердинга, ворвался в Народный комиссариат иностранных дел в Москве и заявил М. М. Литвинову, что заключённые должны быть освобождены немедленно, без суда, во избежание 
«серьёзных осложнений в наших взаимоотношениях».

## Процесс
Когда 12 апреля в Колонном зале бывшего Дворянского собрания в Москве начался судебный процесс под председательством Ульриха, лондонская «Таймс» от того же числа заговорила о том, что все подсудимые поддакивают обвинению. «Обсервер» от 16 апреля изображала процесс как 
«насилие, совершаемое под флагом правосудия и не имеющее ничего общего с судопроизводством, известным цивилизованному миру»
«Ивнинг стандард» на той же неделе описывала советского защитника Брауде как «типичного еврея, какого каждый вечер можно встретить на Шафтсбери-авеню». «Дейли экспресс» от 20 марта: 
«Наши соотечественники терпят все ужасы советской тюрьмы»;
«Дейли мейл», которая через несколько месяцев сделалась полуофициальным органом британской фашистской партии Освальда Мосли, рассказывала своим читателям о фантастическом «тибетском зелье», которым ОГПУ парализует волю своих «жертв».

15 апреля, после частной беседы с представителями Англии в Москве, Лесли Торнтон неожиданно взял назад признание своей вины, засвидетельствованное собственноручной подписью. На суде он показал, что записанные им факты в основном соответствуют действительности, но слово «шпион», по его утверждению, поставлено неправильно. Пытаясь объяснить, почему он первоначально употребил это слово, Торнтон заявил, что он в тот момент находился в «возбужденном состоянии». Во время публичного допроса на суде советским обвинителем Вышинским (которому помогал Рогинский) он признал, что давал свои показания совершенно «добровольно», 
«без какого бы то ни было влияния или давления».
 Вильям Макдональд, после частной беседы с представителями Англии в Москве, тоже внезапно взял назад свои первоначальные показания. Затем, под давлением улик, предъявленных советскими властями, Макдональд передумал снова и вернулся к первоначальному признанию своей вины. Последние слова его, обращенные к суду, были: 
«Я признаю себя виновным и ничего больше не могу добавить».

## Приговор
18 апреля Верховный Суд СССР вынес приговор. Все советские подсудимые, за исключением одного, были признаны виновными и приговорены к тюремному заключению на сроки от трёх до десяти лет. Британский подданный Альберт Грегори за недостатком улик был оправдан. Остальные пять английских инженеров были признаны виновными. Аллан Монкгауз, Нордволл и Кушни были приговорены к удалению из пределов Советского Союза. Лесли Торнтон и Вильям Макдональд были приговорены: первый к двум, второй к трём годам тюремного заключения. Но вскоре все английские обвиняемые, включая Торнтона и Макдональда, посажены на пароход и отправлены домой, в Англию.

## Последствия
Британское правительство под давлением консерваторов наложило эмбарго на все товары, импортируемые из Советской России. Торговля между обеими странами была прекращена. Через некоторое время после этого эмбарго было снято, и власти СССР и Англии заключили новые торговые соглашения.